# Pannala Division
Pannala Division är en division i Sri Lanka.   Den ligger i provinsen Västprovinsen, i den sydvästra delen av landet, 50 km norr om huvudstaden Colombo. Antalet invånare är 123 551.